# 皮岛海战 (1631年)
皮岛海战指崇祯四年 ( 1631年 ) 六月明朝大败入侵皮岛 ( 地处辽东半岛与朝鲜交界 ) 的后金军战役。

## 战役前夕
崇祯三年 ( 1630年 ) 明将刘兴治接受了皇太极的招降，暗中准备再次叛逃後金。當時因其兄弟刘兴祚战死殉國，朝廷懷疑刘兴祚再假死叛投後金而未与抚恤，他气愤不平，迁怒代署皮岛诸务的陈继盛有意不奏报。平时两人不睦，此时遂动杀机，借祭祀刘兴祚，设计将陈继盛等十一人杀害，举兵叛乱，到处杀掠。明朝闻变，派副总兵周文郁等入岛安抚。刘兴治接受安抚，叛乱渐息。五月，任命锦州参将黄龙为征虏前将军都督佥事，镇守登莱、东江，驻皮岛。东江局势暂时稳定下来。但是，刘兴治的叛变活动并没有停止。八月，他伙同参将李登科、游击崔耀祖、都司马良、李世安、郭天盛、守备王才、王成功等人签署了一份“盟誓”书，秘密送到皇太极手中。次年即崇祯四年（1631年）二月，皇太极复信，再次表示欢迎之意，他本人“即当天地盟誓，毫无违背”。
三月十六日， 刘兴治策划叛逃，先杀将校中不跟从其叛乱的人，参将沈世魁全家被害，他本人幸免得脱。刘氏兄弟也互相残杀，他的弟弟刘兴基被捆打一顿。沈世魁与其党羽合谋，候至深夜，突入刘兴治的住处，把他杀死。这时，皇太极已派额驸佟养性率兵二百赶到铁山，拨船接应，被明兵发现，将其击败。叛乱很快被平息下去。皇太极的约降计划完全落空，下令把刘氏家口全部屠杀。有从皮岛逃至沈阳的满人报告说：“兴治被杀，岛中未定，若于此时以一支兵袭岛，则可全利也。”据此，后金首次征皮岛之役。

## 战役经过
崇祯四年 ( 1631年 ) 五月二十七日，皇太极任命总兵楞额礼为右翼主帅，喀克笃礼为左翼主帅，率骑兵千五百人，步兵四千五百人，征南海岛。后金军经边镇义州，进入朝鲜境内，直取宣川。六月四日，由宣川分兵四路：一路入蛇浦，一路陈于身弥岛浦口，一路陈于郭山宣沙浦，一路奔嘉定。据朝鲜将领林庆业观察，合四路后金兵“步骑数万，凭陵冲突，遽塞沿路”。以上后金所占四处，都在皮岛（椵岛）东北至东面的沿海一线，从陆上形成了对皮岛的半包围形势。后金攻打皮岛，首先要解决战船问题。它向以骑兵为主，既不会造船，也没有善于操舟的水手。但是朝鲜國王仁祖李倧见到满达尔汉、董纳密带去索船的信以后，召集廷臣多次讨论，决定拒绝借船给后金，明确表示：“明国犹吾父也，抚我二百余年，今征我父之国，岂可相助以船？船殆不可借也！”满达尔汉与董纳密无可奈何，两手空空回国。后金借不到船，已从海上搜索到十一条船，把部队运到靠近皮岛的身弥、宣沙等小岛。另在宣川“砍木造船”，做攻皮岛的准备。同时，沿海岸线筑墙，作为进攻的防御工事。
明军方面，由上任不久的黄龙指挥。九日，他派遣副总兵张焘率军赶到身弥岛，与后金兵展开激战，明军掌握大量火器，又有成批船只，习于水战，给予后金兵以重大杀伤，“毙尸成绩”，被迫从身弥岛退却。接着，督军大小兵船百余艘迎战于宣川浦。据朝鲜人目睹战况：“战舰蔽海，连日进战，炮烟四塞，声振天地。”可见战斗是何等激烈！有一后金将领，两腮中一炮丸，颐颔被打坏，用头巾裹结，载到宣川就死了。兵士死尸累累，“扶伤盈路，不可胜记。杵卤俱漂，草木浑腥。”副总兵沈世魁于十二、十九等数日，连续进攻蛇浦的后金兵，浴血奋战，“神炮诸发，虏阵披靡，死伤甚众”。后金焚烧尸体数日，显见伤亡惨重。 
十七日，张焘率军驾船攻击后金沿海防线。在战役中有一西洋人葡萄牙炮兵统领公沙·的西勞（Consales  Texeira），前来中国教授铸炮和使用的技术，明朝封为统领，这次也参加了战斗。西洋大炮放置在船上，他亲自指挥，攻击正面；明兵驾三板唬船，施放三眼火铳，四面攻打。威力强大的西洋大炮对准后金修的防御墙猛烈轰击，纷纷倒塌。开始，后金迅速修复，马上又被击毁，防守的士兵随之倒毙一片。西洋炮共施放了十九次，加上三眼枪的配合射击，击毙后金兵约六七百人。
双方激战十余日，后金终究敌不过明军的猛烈炮火和海上用船之不便，被迫放弃进攻，“畏缩奔于八十里之外，不敢复近海岸”。六月二十八日，后金自朝鲜撤兵，七月二日回到沈阳。

## 战役评价
明军的先進的西洋火器相对后金以落後的弓箭刀矛为主的冷兵器远占优势。后金伤亡很惨重，据说还有一位後金“王子”或大将阵亡，中央研究院院士李光濤在《記崇禎四年南海島大捷》一文中曾推論大貝勒代善第五子巴喇瑪遭擊斃，另有中研院黃一農在《天主教徒孫元化與明末傳華的西洋火炮》一文亦採巴喇瑪遭擊斃之說，《清太宗實錄》則記巴喇瑪以痘疾卒。不习水战，船只不足，深入到朝鲜，在一个不熟悉的地理环境中，特别是在他们十分陌生的海上作战，其失败是不可避免的。虽然朝鲜王朝不参与任何一方的战斗，隔岸观火，实则在感情上是向着明朝方面，並且十分痛恨後金，原因是當年明朝傾國之兵助朝鮮驅逐入侵之日本豐臣秀吉的軍隊，拯救了快將亡國的朝鮮王朝。後金於1627年入侵朝鮮，為丁卯戰爭，期間大肆屠城搶掠，逼朝鮮國王簽訂不平等條約，所以極度憎恨女真人。
当地朝鮮百姓經常“窜伏林谷中，击杀虏兵之散处者”，以感激明朝之恩。给明军以心理上的鼓舞和支持，因而增强了他们战斗的勇气和信心。明朝得到战斗的全面报告后，惊呼为“此海外从来一大捷”，“则此捷为十年来一战！”